# فيلينتا مصطفى (مسلسل)
فيلينتا (بالتركية: Filinta)‏ مسلسل تلفزيوني بوليسي خيالي عثماني تم إنشاؤه لمؤسسة الإذاعة والتلفزيون التركية من قبل يوسف إسكنكال وسيردار أوريتسي. من الإنتاج شركة «إي إس فيلم» وتم تصويره في استوديو سيكا بارك فيلم، وهي أكبر سلسلة أفلام في تركيا. كان موجودًا في ازميت تركيا. تم عرضه لأول مرة على تي أر تي 1 في تركيا في 23 ديسمبر 2014.

## قصته
يدور المسلسل حول رجل الشرطة العثماني «فيلينتا»، وقصة الصراع الدائر بين بوريس زهارياس (سيرهات توتوملير) اغنى رجل في إسطنبول وتاجر أسلحة وبين رجل الشرطة مصطفى (أونور تونا) أمهر ضباط إسطنبول، حيث يتمكن بوريس من تلفيق قضية قتل لمصطفى والقاضى يعطيه عام لاثبات براءته والا يعدم أو ينفى ومصطفى اثناء رحلة بحثه عن براءته يتعلق قلبه بلارا ابنة بوريس.
يقيم بوريس حفلا ويحضره القاضى ومصطفى يرحب بوريس بهما ويسأل مصطفى لماذا يدعونه بفيلينتا يبتسم مصطفى ويجيب لانه لا يفلت أحد من يده ثم يلمح بوريس مسدس مصطفى فيطلب رؤيته ويعجب بتصميمه ويساله عنه فيخبره انه تصميمه هو وصديقه على الذي قتل على يد رجال بوريس.
يدخل القاضى وبوريس مكتب بوريس ليتحدثوا بينما ينتظر مصطفى بالخارج.
حينها يلتقى مصطفى بلارا مرة ثانية وحينها تخبره ان والدها صاحب الدعوة اى انه بوريس زهارياس يصدم مصطفى ويحاول ان يتمالك ويخبرها ان والدها رجل لطيف فتضحك لارا وتجيبه أنت من النادرين الذين يروه كذلك.
ترتبك لارا لوجود مصطفى وتتسبب في سقوط المشروب على فستانها فتستأذن من مصطفى لتغيير ملابسها وهو يخبرها انه سينتظرها.
يرى القاضى في الغرفة بعض الاسلحة المدون عليها القران من أيام الغزوات ويحزن لوقوعها في يد بوريس وانه يعلقها بمكتبه.
يحاول بوريس ان يدعى صداقته للدولة العثمانية لكن القاضى يجيبه ان الصديق يمكن ان ينقلب للدعوى والعكس صحيح ويخرج في غضب يطلب من مصطفى الرحيل لكن مصطفى يريد ان ينتظر لارا ويضطر ان يذهب حتى لا يكشفه القاضى ويقع في حب ابنة عدوهم الأكبر.

## الممثلين
شارك من نجوم الدراما التركية: أونور تونا الشهير في الوطن العربى بشخصية “سراج”، وناز ألماز الشهيرة بـ “حزيران”، ونور فتاح أوغلو الشهيرة بـ “السلطانة ناهد دوران”، وويلما إيليس الشهيرة بـ “كارولين، الممثل جيم أوتشان المشهور ب «علي يار» في مسلسل قيامة أرطغرل، واوغور يلدران الشهير ب «كمال»

## الدعم المالي
تلقى المسلسل دعمًا من القناة التلفزيونية الرسمية، إذ يُعرف في الأوساط الإعلامية والتليفزيونية في تركيا وخارجها أن شبكة قنوات “تي أر تي TRT” الحكومية التركية تأتي على رأس قائمة وسائل الإعلام الأكثر إنفاقًا في تركيا والمنطقة المحيطة، وهو ما يظهر واضحًا من خلال البرامج التي تنفذها مع الشركات والمؤسسات.

## معلومات عن المسلسل
1. بداية الموسيقى حماسية تصطحب المشاهد إلى أجواء الماضي، تهيئة المشاهد للمتابعة والتلقي، المؤثرات الصوتية التي تجذب المستمع، تعاون الصورة والصوت خلق متعة المشاهدة وفتح مساحة لتخزين المعلومات بدون تكلف (التقنيات البصرية) نجحت في جذب الجمهور.
2. ملابس نساء تلك الحقبة والتي تميل إلى الاحتشام، جمعت شخصية المرأة اللين مع الحزم، البطل شاب وسيم يحوز على وسام من السلطان العثماني تقديراً لشجاعته وخدمته للعدالة مسلسل فيلينتا مصطفى.
3. عمل درامي بوليسي يكشف عن تآمر المنظمات الحاكمة في العالم وقدرتها على التغلغل في مؤسسات الدول بتجنيد ضعاف النفوس للخيانة والغدر، والتصفيات الجسدية وصولاً إلى الصدر الأعظم (السلطان العثماني) وتنصيب الخونة لخدمة مصالحها (خلقت حالة من الحذر).
4. حياكة المؤامرة على الامبراطورية العثمانية وعلى الدين الإسلامي (بريطانيا، فرنسا، ألمانيا، روسيا).
5. حب الوطن، والتمسك بالقيم النبيلة للحفاظ على وحدته عامل ردع للقوى المعادية. في المسلسل دعوة لغرس القيم الإسلامية، حب الوطن، التضحية في سبيله.
6. توريط الدولة العثمانية في حروب اقليمية ـ استنزاف لقدراتها ـ إضعافها والقضاء عليها.
7. تنافس الدول الأوربية للسيطرة بإقراض رأس المال للشخصيات المرشحة لتأسيس بنك العثماني يكشف مسلسل فيلينتا مصطفى عن دور الماسونية والتدخلات الأجنبية في تقويض الخلافة (السيطرة على الإعلام، على الدولة) لينتهي بظهور تأسيس مشروع دولة يهودية في فلسطين.
عمل درامي بوليسي تركي، يوثق تاريخ تركيا عبر حقبة تاريخية هامة، رمت إلى تغيير الشخصية العثمانية وإعادة هيكلتها تمهيدا لتأسيس الجمهورية التركية بالتغلغل في السلك التعليمي أيضا، المسلسل يكشف عن دور المدارس الأجنبية واتخاذها ستار لعمليات الاجنبي والعمل على تغيير البنية الثقافية للمجتمع، لإفراز أجيال موالية للإستعمار والعمل على تحظيم الروح المعنوية للشخص.

## روابط خارجية
- فيلينتا مصطفى على موقع IMDb (الإنجليزية)
- فيلينتا مصطفى على موقع كينوبويسك (الروسية)
- فيلينتا مصطفى على موقع قاعدة بيانات الفيلم (الإنجليزية)